# Веригар
Веригар прва серија словеначких поштанских марака које су издате 3. јануара 1919. после Првог светског рата и формирања нове државе СХС.
Марке издања за Словенију у недостатку довољних количина марака других покрајина, употребљаване су у целој држави СХС, осим на територији, Србије, Црне Горе и Македоније.
Нацрте за ове марке израдио је словеначки сликар, професор Иван Вавпотич. На вредностима од 3 до 40 винара, приказан је роб који кида ланце (вериге ропства) и зато Словенци ове марке зову „веригарји“, што је прихваћено у филателистичком свету. Лик роба Вавпотич је направио према моделу, словеначком и југословенском репрезентативцу у спортској гимнастици Станету Дерганцу. На маркама малог формата (од 3 до 14 винара) лик роба је приказан до бедара, а на већем формату (од 20 до 40 винара) приказан је у целости. 
Серија је доштампавана, на неколико врста папира 8. априла у разним техникама, а допуњена са вишим вредностима у крунама и другим мотивом. 24. јуна 1920. винари и круне су замењене парама и динарима. Поред издања за редовну пошту, штампане су и за порто и новинске марке.
На маркама је изнад слике писало „ДРЖАВА СХС“ ћирилицом, а испод слике латиницом. 
Поводом 75-годишњице словеначке поште Пошта Словеније је 19. марта 1993 издала је пригодну марку која је користила мотив веригара.